# Rubus apricus
Rubus apricus är en rosväxtart som beskrevs av Wimmer. Rubus apricus ingår i släktet rubusar, och familjen rosväxter. Inga underarter finns listade i Catalogue of Life.

## Bildgalleri

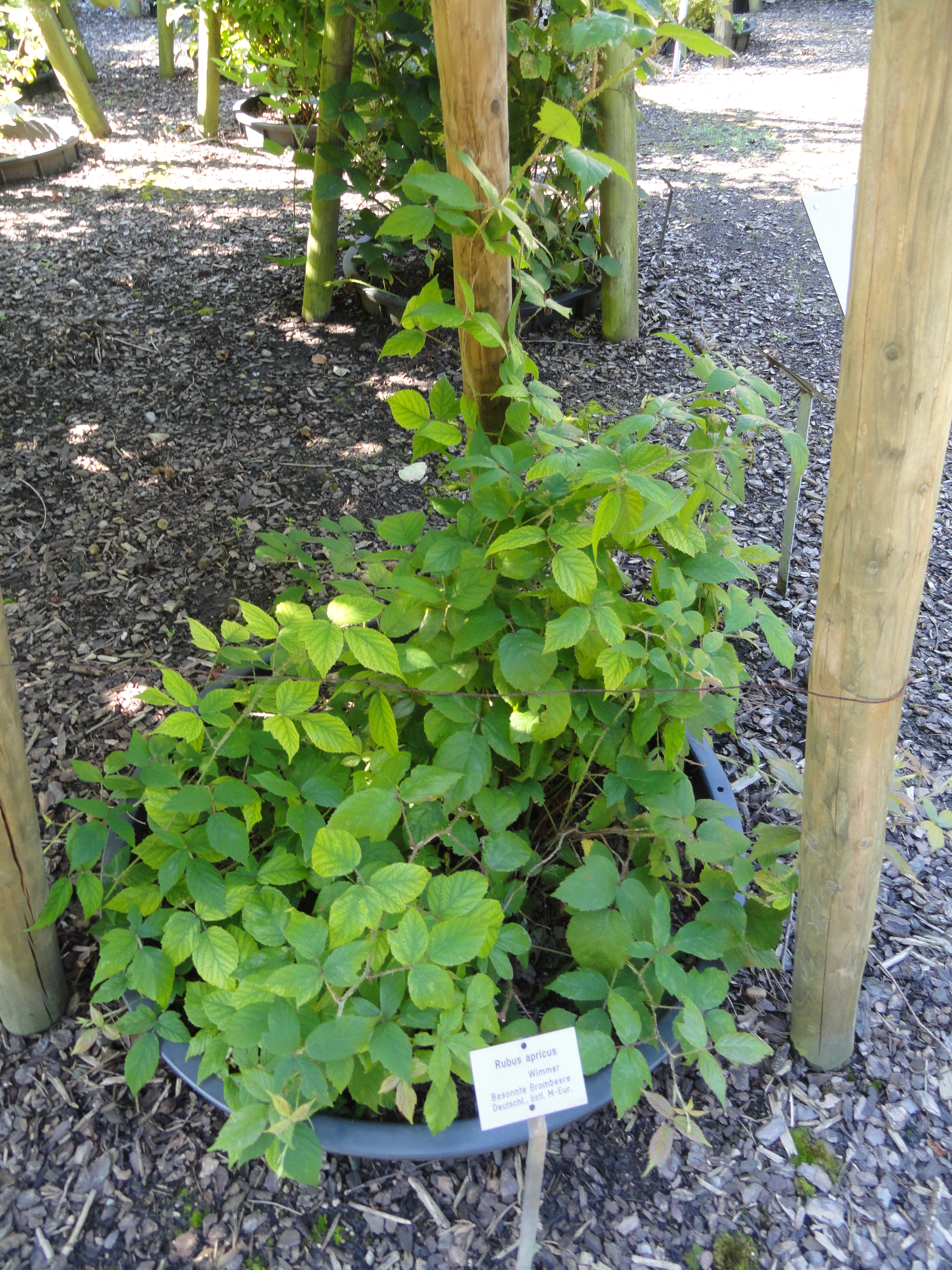